# Chateaubriand (maträtt)

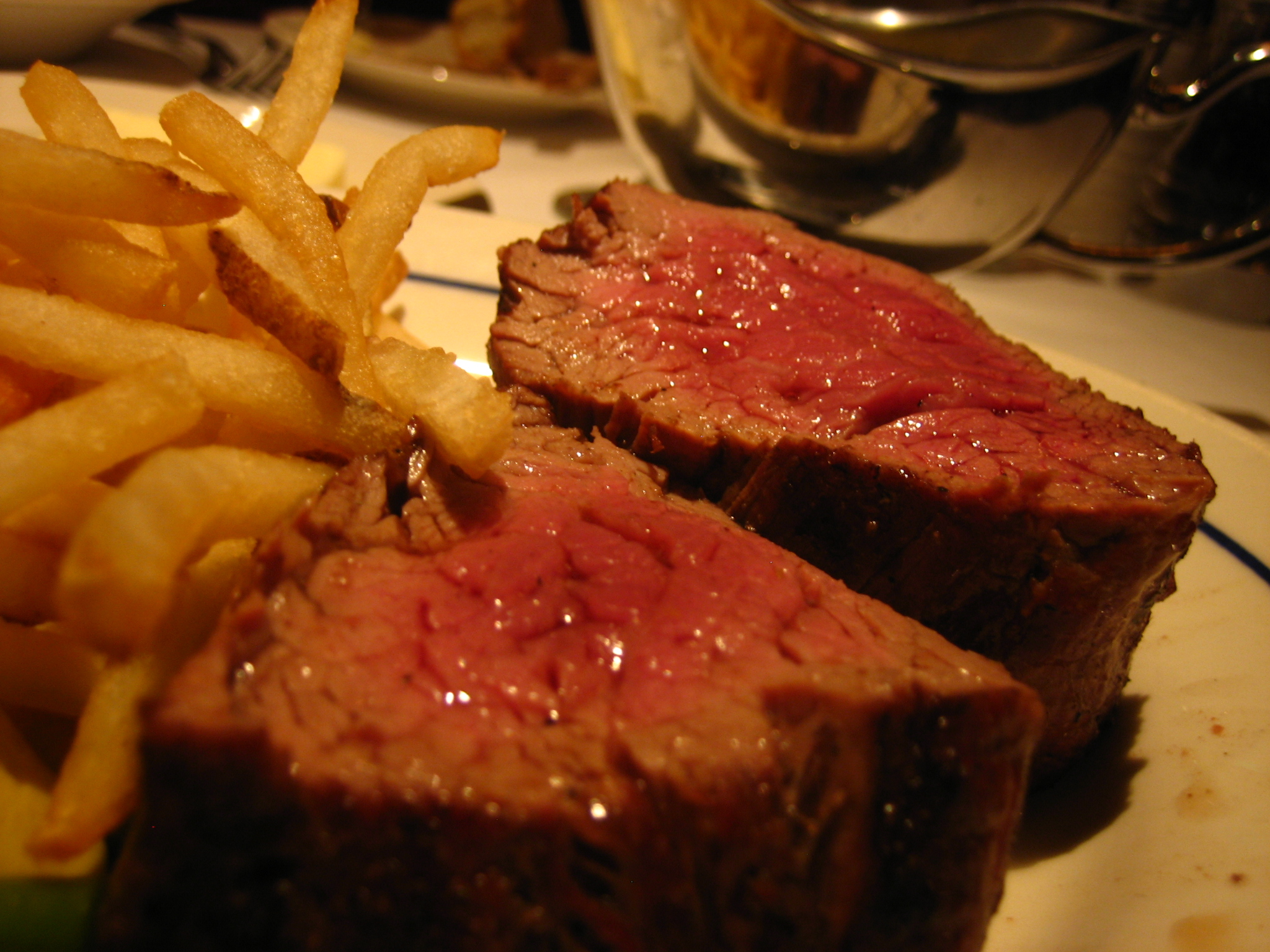
Chateaubriand

Chateaubriand, maträtt bestående av en cirka tre centimeter tjock skiva oxfilé skuren ur filéns mitt. Skivan tillagas genom grillning eller stekning. I originalrecepten serveras chateaubriand med pommes château och béarnaisesås, men den kan serveras med många olika såser. Maträtten är uppkallad efter den franske författaren F. R. de Chateaubriand.